# Rafael Araldi
Rafael Araldi (Lages, ) é um narrador, radialista e apresentador esportivo brasileiro.
Em 2009 foi o vencedor do reality show O Narrador, da TV Esporte Interativo.

## Biografia
Rafael começou a narrar futebol aos 16 anos, seguindo a paixão herdada do seu pai, Antônio Armindo, que também é narrador e divide as transmissões com ele na Regional FM.
Antes de participar do reality show O Narrador, em 2009, Rafael foi narrador em rádio por sete anos.
Trabalhou como coordenador de esportes e narrador da Rádio Regional FM de Florianópolis.

## Prêmios
- 2011 - Prêmio Mídia Esporte de Jornalismo Esportivo: Melhor Narrador de Rádio do País[6][7]